# Wittelsheim
Wittelsheim es una localidad y comuna francesa, situada en el departamento de Alto Rin, en la región de Alsacia.
Es en 1183 que aparece por primera vez, en un texto escrito, la mención de Wittelsheim, luego escrito "Wittolsheim". A través de este texto, el Papa Luce III confirma al Capítulo de Lautenbach sus posesiones y privilegios, entre los cuales se encuentra nuestra comuna. Wittelsheim ya es una parroquia, propietaria de su iglesia cuyos cánones nombran al sacerdote.
Este pueblo de la Edad Media fue, de hecho, la continuidad de un asentamiento ya instalado en la era galo-romana. La leyenda sitúa la batalla de Wittelsheim y la victoria de César en 58 a. C. sobre el líder de los guerreros Ariovist Suede , victoria que abrió, durante cinco siglos, una era de paz y desarrollo para nuestra región.
Con el tiempo, sucesivamente feudo del Evéché de Basilea, los señores de Hagenbach, luego de la familia Rinck de Baldenstein, antes de ser declarado Común durante la Revolución, Wittelsheim podría haber seguido viviendo así la vida de un pueblo si, en 1904, se descubrió en su suelo la riqueza de la potasa.
El escudo de armas "mayúscula plateada W sable en el trasero de un cayado del mismo" recuerda la antigua obediencia del pueblo a Evéché Basel y perteneciente a las grandes abadías del Alto Rin.
Gracias a las mentes iluminadas y obstinadas, como las de Alfred y Amélie ZURCHER, Jean-Baptiste GRISEY y Joseph VOGT, quienes descubrieron la potasa en nuestra cuenca , Wittelsheim, una pequeña comunidad agrícola, se convertiría en menos de treinta años. Tenía una población de 1,442 en 1905 a 7,105 en 1931, y más de 10,000 en 1968.
Las ciudades mineras, un modelo de vivienda urbana, tuvieron que salir de la tierra en la década de 1920 para albergar el flujo de mineros de Polonia, después de que se perforaron los pozos de descenso de hombres o los pozos de extracción de minerales. A partir de entonces, toda la organización de la ciudad, su evolución social, su economía, la sacudida de su paisaje viviría al ritmo de la mina, que garantizaría la prosperidad durante un siglo.
Aunque en constante evolución, Wittelsheim sufriría severamente las vicisitudes de las desastrosas guerras del siglo XX. De 1914 a 1918, estuvo expuesta al fuego de los cánones del Viejo Armand, dejando el armisticio del pueblo en ruinas y abandonado de su población. Después de la derrota de 1940, se somete al yugo nazi, que será entregado solo el 3 de febrero de 1945 por el primer ejército francés, después de diez días de terribles batallas. El centro de la ciudad fue destruido en un 90%, convirtiendo a Wittelsheim en un mártir nuevamente.
La Entraide Française du Cher, que se había encomendado la misión de ayudar a una comuna de Alsacia particularmente devastada, eligió Wittelsheim y trajo alivio y consuelo. Así nació, después de la última guerra, el patrocinio que une a nuestra comuna en el departamento de Cher.
En 1982, Wittelsheim y Bürstadt, el municipio alemán de Hesse, firmaron un acuerdo de amistad y hermanamiento.

## Demografía
| 9782 | 10 088 | 10 032 | 10 177 | 10 452 | 10 226 |
| Para los censos de 1962 a 1999 la población legal corresponde a la población sin duplicidades (Fuente: INSEE [Consultar]) |        |        |        |        |        |